# Línea 582 (Quilmes)
La línea 582 de colectivos es una línea de transporte automotor que opera en el partido de Quilmes. Cuenta con SUBE. Es controlado por Expreso Villanueva S.A, y su cabecera se encuentra en la calle Rodolfo López 3006.

## Ramales

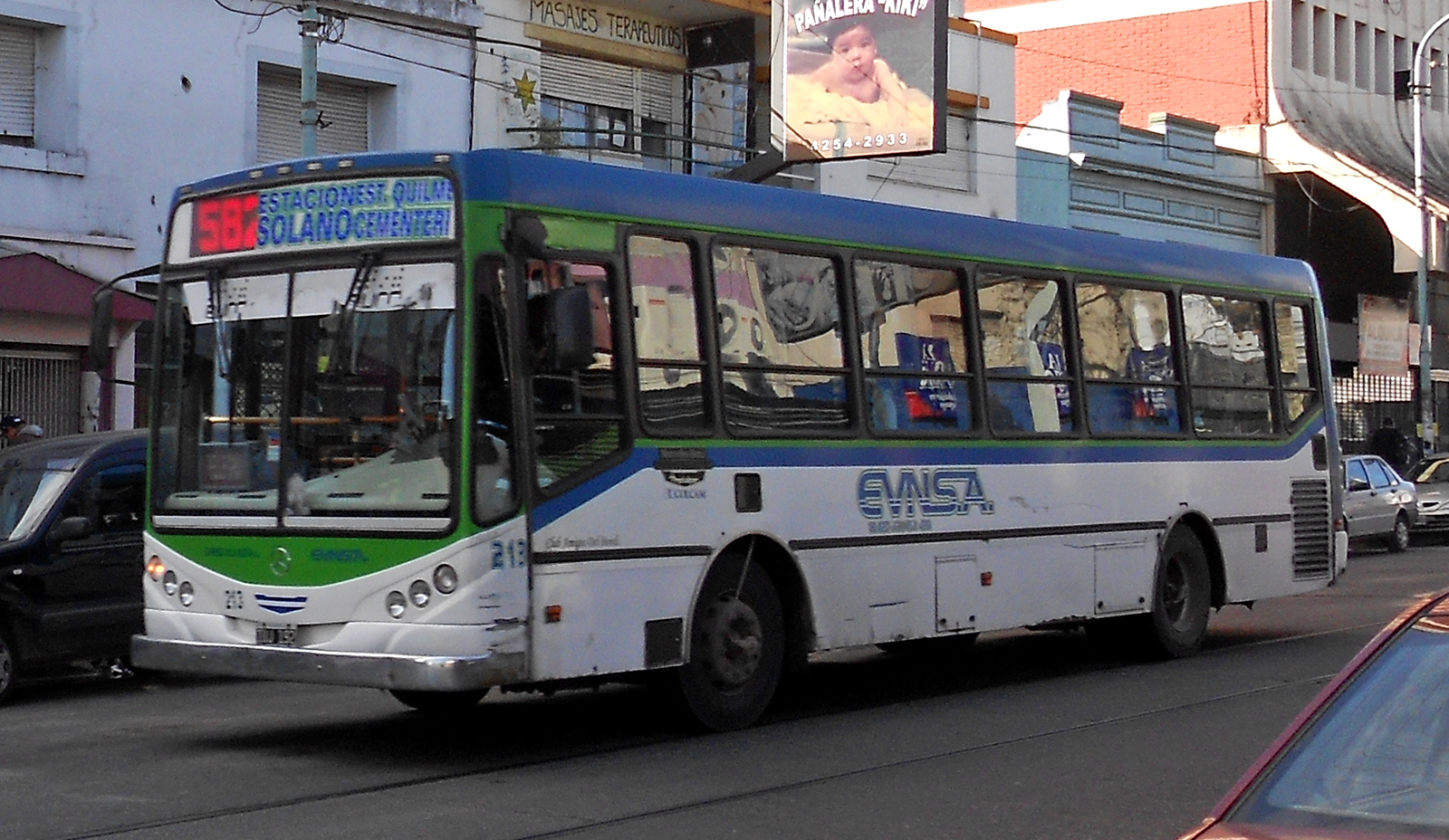
Interno de la línea 582, ramal Pellegrini, con logo y librea nuevos.

### Ramal Pellegrini
Cementerio de Ezpeleta – Ezpeleta – Quilmes Centro - Quilmes Oeste
Ida: Desde La Guarda y Río Negro por La Guarda, Derqui, Padre Bruzzone, Pringles, Mendoza, General Paz, Güiraldes, Zola, Gelly y Obes, Monroe, Primera Junta, Av. Mitre, Humberto 1°, San Martín, Leandro N. Alem, Av. Hipólito Yrigoyen, Alberdi, San Martín, Saavedra, Av. Hipólito Yrigoyen, Saavedra, San Luis, Gran Canaria, Av. Carlos Pellegrini, Av. Gral. Mosconi, Islas Malvinas, Avelina Huisi de Seguí, Carlos Pellegrini, Troilo, San Luis hasta Av. General Mosconi.
Regreso: Desde Av. Gral. Mosconi y San Luis por San Luis, Troilo, Carlos Pellegrini, Avelina Huisi de Seguí, Islas Malvinas, Avenida General Mosconi, Av. Carlos Pellegrini, Aristóbulo del Valle, Int. Oliveri, Alberdi, Av. Hipólito Yrigoyen, Alsina, Gaboto, Rivadavia, Av. Hipólito Yrigoyen, Garibaldi, Sarmiento, Primera Junta, Monroe, Gelly y Obes, Zola, Juan Varela, José Evaristo Uriburu, Mendoza, Pringles, Padre Bruzzone, Derqui, La Guarda hasta Río Negro.

### Ramal Pellegrini (Por 850)
Cementerio de Ezpeleta – Ezpeleta – Quilmes Centro - Quilmes Oeste - Villa La Florida - San Francisco Solano
Ida: Desde La Guarda y Río Negro por La Guarda, Derqui, Padre Bruzzone, Pringles, Mendoza, Gral. Paz, Güiraldes, Belgrano, Dorrego, Derqui, Gelly y Obes, Monroe, Primera Junta, Avenida Mitre, Humberto 1°, San Martín, Leandro N. Alem, Avenida Hipólito Yrigoyen, Alberdi, San Martín, Saavedra, Hipólito Yrigoyen, Saavedra, San Luis, Gran Canaria, Av. Carlos Pellegrini, Avenida Calchaquí (Ruta Provincial 36) Maquinista Savio, Calle 850 (Frattasi), Calle 891 (Ramírez), José Andrés López (Av. 844), Guillermo Hudson (893), Padre Mario Lourhia (843), Av. Ferrocarril Provincial hasta José Andrés López. 
Regreso: Desde Avenida Ferrocarril Provincial y José A. López por Avenida Ferrocarril Provincial, M. Palanca, Guillermo Hudson (893), José Andrés López (844), Calle 891, Calle 850, Maquinista Savio, Av. Calchaquí (Ruta Provincial 36), Av. Carlos Pellegrini, Aristóbulo del Valle, Int. Olivieri, Alberdi, Avenida Hipólito Yrigoyen, Alsina, Gaboto, Rivadavia, Avenida Hipólito Yrigoyen, Garibaldi, Sarmiento, Primera Junta, Monroe, Gelly y Obes, Derqui, Dorrego, Belgrano, J. C. Varela, General Paz, Mendoza, Pringles, Padre Bruzzone, Derqui, La Guarda hasta Río Negro.

## Recorrido
A continuación, se muestra un esquema general de las calles y lugares por donde transita esta línea de colectivo.
- Referencias: Recorrido Troncal Ramal Pellegrini Ramal Pellegrini (Por 850)

|  |  |  | KDSTa |

|  |  |  | HST |

|  |  |  | HST |

|  |  |  | HST |

|  |  |  | HST |

|  |  |  | HST |

|  |  |  | DST |

|  |  |  | uABZgl | fSTR+r |  |

|  |  | uSTR+l | uSTRr | fHST |  |

|  |  | uHST |  | fHST |  |

|  | uKDSTaq | uTEEeq |  | fHST |  |

|  |  | uSTRl | ABZ+lr | fSTRr |  |

|  |  |  | BHF |

|  |  |  | HST |

|  |  |  | BHF |

|  |  |  | BHF |

|  |  |  | HST |

|  |  |  | HST |

|  |  |  | HST |

|  |  |  | DST |

|  |  |  | TEEaq | KDSTeq | BAHN |

|  |  |  | BHF |

|  |  |  | HST |

|  |  |  | HST |

|  |  |  | BHF |

|  |  |  | HST |

|  | lDAMPF |  | SKRZ-Gu |  |  |

|  |  |  | HST |

|  |  |  | HST |

|  |  |  | DST |

|  |  |  | uABZgl | fSTR+r |  |

|  |  | uSTR+l | uSTRr | fBHF |  |

|  |  | uHST |  | fSTR |  |

|  |  | uHST |  | fHST |  |

|  |  | uHST |  | fHST |  |

|  |  | uHST |  | fHST |  |

|  |  | uHST |  | fBHF |  |

|  |  | uHST |  | fHST |  |

|  |  | uKDSTe |  | fHST |  |

|  |  |  |  | fHST |

|  |  |  |  | fKDSTe |